# Austrian International 1986
Die Austrian International 1986 als offene internationale Meisterschaften von Österreich im Badminton fanden vom 25. bis zum 27. April 1986 in Pressbaum statt.

## Sieger und Platzierte
| Disziplin    | Gold                              | Silber                            | Bronze                           |
| ------------ | --------------------------------- | --------------------------------- | -------------------------------- |
| Herreneinzel | Kim Brodersen                     | Claus Thomsen                     | Jacob Thygesen                   |
| Herreneinzel | Kim Brodersen                     | Claus Thomsen                     | Henrik Svarrer                   |
| Dameneinzel  | Diana Koleva                      | Birgit Schilling                  | Paula Kloet                      |
| Dameneinzel  | Diana Koleva                      | Birgit Schilling                  | Irina Rozhkova                   |
| Herrendoppel | Claus Thomsen Henrik Svarrer      | Kim Brodersen Jacob Thygesen      | Klaus Fischer Heinz Fischer      |
| Herrendoppel | Claus Thomsen Henrik Svarrer      | Kim Brodersen Jacob Thygesen      | Johann Ratheyser Gerald Hofegger |
| Damendoppel  | Paula Kloet Nataliya Zhavoronkova | Irina Rozhkova Klaudia Mayorova   | Ildikó Vígh Márta Dovalovszki    |
| Damendoppel  | Paula Kloet Nataliya Zhavoronkova | Irina Rozhkova Klaudia Mayorova   | Ewa Wilman Zofia Żółtańska       |
| Mixed        | Andrei Antropow Irina Rozhkova    | Sergey Sevryukov Klaudia Mayorova | Jacek Hankiewicz Zofia Żółtańska |
| Mixed        | Andrei Antropow Irina Rozhkova    | Sergey Sevryukov Klaudia Mayorova | Hendrik Rozemeijer Paula Kloet   |

## Finalresultate
| Disziplin    | Sieger                            | Finalist                          | Ergebnis          |
| ------------ | --------------------------------- | --------------------------------- | ----------------- |
| Herreneinzel | Kim Brodersen                     | Claus Thomsen                     | 6-15, 15-0, 15-10 |
| Dameneinzel  | Diana Koleva                      | Birgit Schilling                  | 6-11, 11-6, 11-5  |
| Herrendoppel | Claus Thomsen Henrik Svarrer      | Kim Brodersen Jacob Thygesen      | 15-6, 15-3        |
| Damendoppel  | Paula Kloet Nataliya Zhavoronkova | Irina Rozhkova Klaudia Mayorova   | 17-15, 15-8       |
| Mixed        | Andrei Antropow Irina Rozhkova    | Sergey Sevryukov Klaudia Mayorova | 15-7, 15-6        |